# Catrin Nilsmark

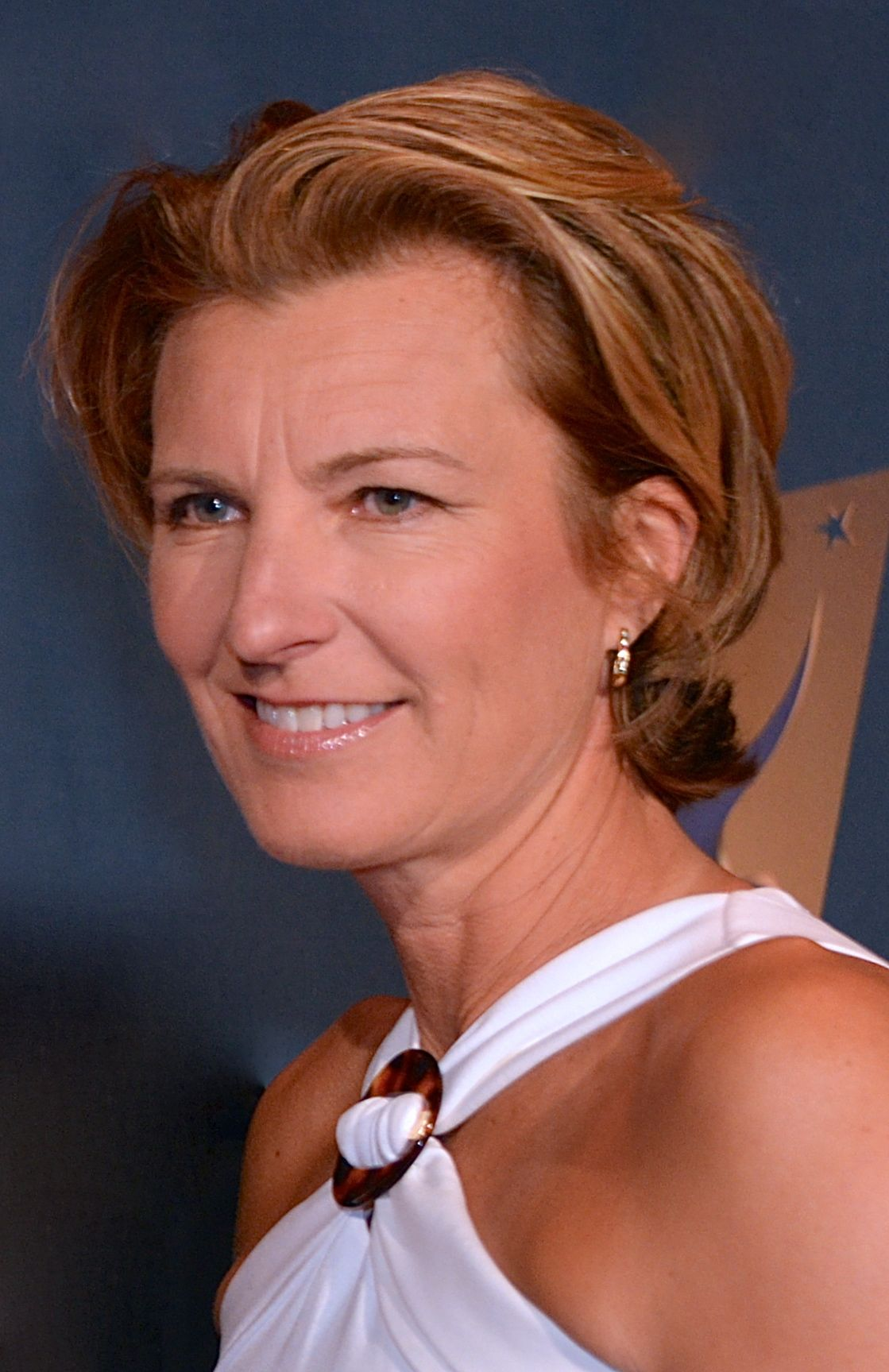
Catrin Nilsmark på Idrottsgalan på Globen i Stockholm den 14 januari 2013.

Catrin Nilsmark, född 30 augusti 1967 i Göteborg, är en svensk professionell golfspelare. Hon är gift med finansmannen Per-Uno Sandberg och har två egna barn från tidigare äktenskap.
Nilsmark blev professionell 1987 på Ladies European Tour och kom med på den amerikanska LPGA-touren 1995.
Hon blev den yngsta Solheim Cup-kaptenen någonsin när hon 2003 utnämndes till att leda Europalaget som vann det året och hon var även kapten för laget 2005. Hon deltog som spelare i tävlingen 1992, 1994, 1996, 1998 och 2000.
När hon inte spelar golf är hon föreläsare inom ledarskap och teambuilding. Hon deltog i den andra säsongen av TV-programmet Mästarnas mästare i SVT. 1987 blev hon också utsedd till Göteborgs lucia.

## Meriter

### Segrar på LPGA-touren
- 1999 Valley of the Stars Championship

### Segrar på Europatouren
- 1994 Ford Classic
- 1998 Praia d'El Rey European Cup
- 1999 Evian Masters

### Segrar påTeliatouren
- 1991 Höganäs Ladies Open
- 1997 Lerum Ladies Open, Öhrlings Match-SM

### Amatörsegrar
- 1984 Orange Bowl, Swedish Junior Championship